# Levens Hall

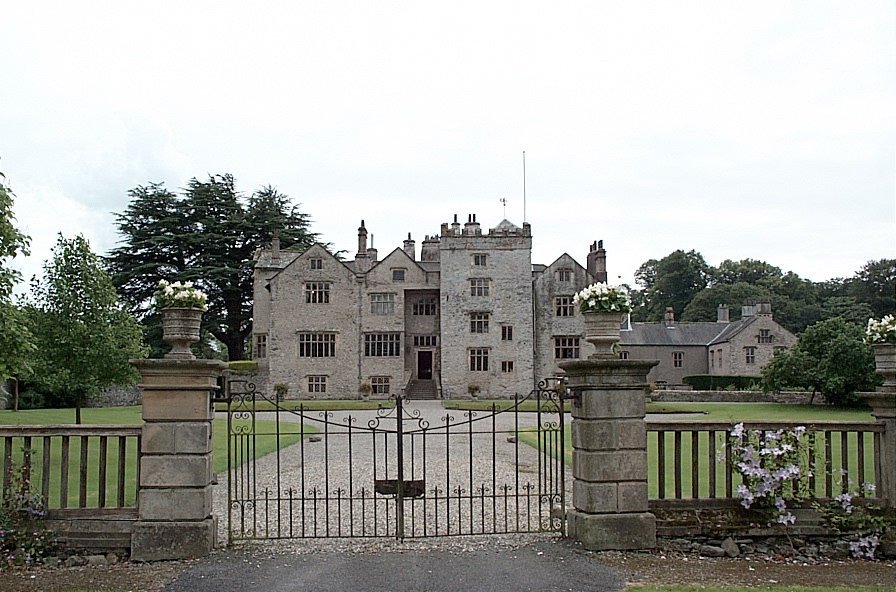
Vorderansicht (2013)

Levens Hall ist ein englischer Landsitz am Kent in Cumbria, nördlich der Bucht von Morecambe.

## Geschichte
Eine Urkunde von 1170 belegt, dass Wilhelm von Lancaster Norman de Hieland das Land von Levens abtrat, sich aber das Jagd- und Fischrecht vorbehielt. Es scheint, dass ersterer den Namen Redland annahm, worauf der Name des nahegelegenen Yealand Redmayne hindeutet. Ein steinerner Wohnturm mit Pallas wurde bereits im 13. Jahrhundert in Levens Hall für Matthias de Redman errichtet. 1393 legte Richard de Redman auf dem Gelände nördlich von Levens Hall einen Wildpark an. 1562 erwarb Allan Bellingham das Anwesen, vermutlich aus Mitteln, die er bei der Klosterauflösung unter Heinrich VIII. erlangt hatte. Die heute sichtbaren Gebäude stammen weitgehend aus dem 16. Jahrhundert, als die Bellinghams die Anlage erweiterten. Decken und Tafelwerk aus dieser Zeit sind erhalten. Die Bellinghams verkauften das Anwesen Februar 1689 für 24.400 Pfund an Rittmeister James Grahme (Graham), den Schatzmeister von Jakob II. aus einem Geschlecht berüchtigter Räuberbarone. 1692 ließ  Graham den Südflügel und ein Brauhaus errichten. 1833 gehörte das Herrenhaus dem Rittmeister Fulke-Greville Howard.
Levens Hall ist Eigentum der Familie Bagot, seit Josceline Bagot (1854–1913) es von seiner kinderlosen Großtante Mary Abbot erbte.

## Garten

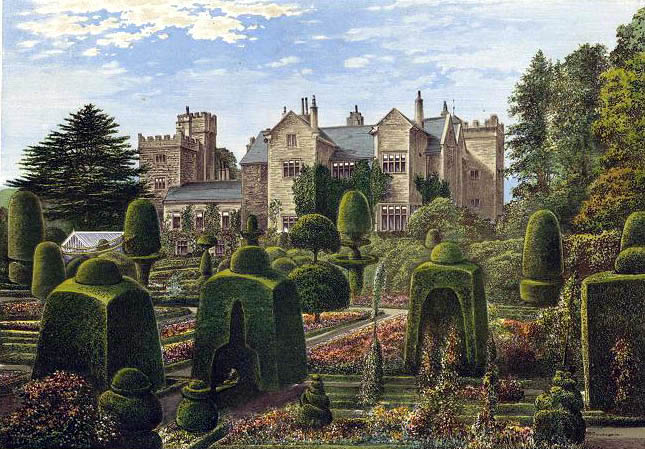
Garten um 1880

1694–1712 legte Guillaume Beaumont, der ehemalige Obergärtner von Jakob II., den Garten an. Er war auch an der Gestaltung des Hampton Court Palace beteiligt. Der Garten war viergeteilt, dieser Plan hat sich bis heute erhalten. Zahlreiche Bäume und Sträucher wurden geschneitelt und in kunstvolle Formen gebracht. Er verwendete vor allem Eiben, von denen 25 bis heute überlebt haben. Zwei der beschnittenen Bäume sind als „König und Dame“ bekannt, andere als Königin Elisabeth und ihre Hofdamen. Dazu kommen die „Richterperücke“ und der Howard-Löwe. Die meisten zeigen einfache geometrische Formen wie Kegel oder Würfel. Heute kommen neue Bäume in Formschnitt dazu. Die Künstlerin Julia Barton legte 2001 acht „Phytoforme“ an, in denen Metallgerüste mit Sukkulenten bepflanzt sind.
Der Garten ist für die Öffentlichkeit zugänglich. Auch Bagot-Ziegen und mehrere Dampfwagen von Foden, Fowler, Puritan und Sentinel sind zu sehen. Das Ha-Ha wurde aufgefüllt, um einen Parkplatz anzulegen.